# Frank Zipfel
Frank Zipfel (* 1963 in Luxemburg) ist ein luxemburgisch-deutscher Literaturwissenschaftler, Philologe und Hochschullehrer an der Universität Mainz.
Zu seinen Forschungsschwerpunkten gehören zentral die Literaturtheorie, hierbei die Fiktionstheorie, Gattungstheorie, (transmediale) Narratologie sowie das Drama der Moderne.

## Leben und Wirken
Zipfel studierte allgemeine und vergleichenden Literaturwissenschaft, Philosophie, Germanistik und katholischen Theologie an den Universitäten in Rom, München und Mainz. Von 1993 bis 1994 war er wissenschaftlicher Angestellter am Institut für Allgemeine und Vergleichende Literaturwissenschaft der Ludwig-Maximilians Universität in München. Dann folgte die Fortsetzung seiner wissenschaftlichen Arbeit, von 1994 bis 1999, am Institut für Allgemeine und Vergleichende Literaturwissenschaft der Johannes Gutenberg-Universität in Mainz.
Im Jahre 1999 wurde er promoviert und war dann im Anschluss, von 1999 bis 2005, wiederum wissenschaftlicher Assistent.
Seine Habilitation erfolgte 2010, schon seit Juli 2005 ist Zipfel Akademischer Rat am Institut in Mainz. Zum Akademischen Oberrat wurde er dann ab Mai 2008 ernannt.
Frank Zipfel (2001) beschrieb die „Fiktivität“ als eine „Fiktion in Zusammenhang mit Geschichte“ sodass, die geschilderten Ereignisse nicht den Tatsachen entsprächen, sie seien erfunden. Während die „Fiktionalität“ als „Fiktion im Zusammenhang mit dem Erzählen“ erklärt wurden, sie stünden in Relation zur Erzählerfigur und zum Erzählakt.
Eine Fiktion wird in den literarischen Produktionen im Zusammenhang mit dem Phantasierten, Erdachten oder Erfundenen gestellt, dass als etwas ausgedachtes, den Charakter des Nicht-Wirklichen einnimmt und damit einhergehend, die dargestellten Personen/Figuren, Orte, Ereignisse, Sachverhalte, Handlungen und Gegenstände als nicht real wertet, da sie „keine Entsprechung in der Realität“  haben. Figuren sind keine realen Personen, die dargestellte Geschichte beruht nicht auf tatsächliche Ereignisse in der Realität und dennoch können fiktive Texte auch immer Elemente der wirklichen Welt enthalten.

## Veröffentlichungen (Auswahl)
- Fiktion, Fiktivität, Fiktionalität. Analysen zur Fiktion in der Literatur und zum Fiktionsbegriff in der Literaturwissenschaft. Erich Schmidt, Berlin 2001, ISBN 3-503-06111-8.
- Nachahmung, Darstellung, Fiktion? Überlegungen zu Interpretationen von Mimesis in der Erzähl- und Literaturtheorie Gérard Genettes. In: Bernhard F. Scholz (Hrsg.): Mimesis. Studien zur literarischen Repräsentation. Bern 1998, S. 165–186.
- Inspiration – Transformation – Interpretation. Zur dreifachen Bedeutung von Diderots Jacques le fataliste für Brechts Flüchtlingsgespräche. In: Caroline Mannweiler, Olaf Müller (Hrsg.): Diderots Jacques le fataliste et son maître und der europäische Roman. Transformationen und Potentiale der Gattung. Heidelberg 2019, S. 161–180.

## Einzelbelege
1. ↑  Beruflicher Werdegang auf Johannes Gutenberg-Universität Mainz (avl.uni-mainz.de)
2. ↑  Frank Zipfel: Fiktion, Fiktivität, Fiktionalität: Analysen zur Fiktion in der Literatur und zum Fiktionsbegriff in der Literaturwissenschaft. (= Allgemeine Literaturwissenschaft - Wuppertaler Schriften . Band 2). Erich Schmidt Verlag, Berlin 2001, ISBN 3-503-06111-8.
3. ↑  Frank Zipfel: Fiktion und fiktionales Erzählen aus literaturtheoretischer Perspektive. In: Susanne Luther, Jörg Röder, Eckart D. Schmidt (Hrsg.): Wie Geschichten Geschichte schreiben. Frühchristliche Literatur zwischen Faktualität und Fiktionalität. (= Wissenschaftliche Untersuchungen zum Neuen Testament. 2. Reihe. Band 395). Mohr Siebeck, Tübingen 2015, ISBN 978-3-16-152634-3, S. 11–36.
4. ↑  Frank Zipfel: Fiktion, Fiktivität, Fiktionalität: Analysen zur Fiktion in der Literatur und zum Fiktionsbegriff in der Literaturwissenschaft. (= Allgemeine Literaturwissenschaft - Wuppertaler Schriften . Band 2). Erich Schmidt Verlag, Berlin 2001, ISBN 3-503-06111-8, S. 14 f.

| Personendaten    | Personendaten                                                                                            |
| ---------------- | --- |
| NAME             | Zipfel, Frank                                                                                            |
| KURZBESCHREIBUNG | luxemburgisch-deutscher Literaturwissenschaftler, Philologe und Hochschullehrer an der Universität Mainz |
| GEBURTSDATUM     | 1963 |
| GEBURTSORT       | Luxemburg                                                                                                |